# Sandrose
Eine Sandrose (auch Wüsten-, Baryt- oder Gipsrose) ist ein unregelmäßig geformtes Kristallgebilde, das meist aus Sandkörnern besteht, die in einem Kristall aus Gips oder Baryt eingebettet sind.
Die wasserlöslichen Gipsrosen entstehen in heißen und trockenen Wüstengebieten, also in aridem Klima. Durch schnell verdunstende Oberflächenfeuchtigkeit wird Grundwasser durch Kapillarkräfte nach oben gefördert. Die im Wasser gelösten Salze kristallisieren aufgrund der fortschreitenden Verdunstung aus und bilden zusammen mit dem Sand die charakteristischen, blattförmigen Strukturen. Diese findet man vornehmlich in Nordafrika in der Sahara sowie in Namibia.
Die in Wasser unlöslichen Barytrosen entstehen bei ausreichendem Vorhandensein von Barium auf eine ähnliche Weise in Sandlagern, so zum Beispiel in der Wetterau, wo sie in einigen Sandgruben gefunden werden können, etwa in Rockenberg.
Viele außergewöhnliche Sandrosen werden in der tunesischen Salzwüste Chott el Djerid in Tiefen von bis zu 50 Metern abgebaut. Dabei werden Exemplare mit einem Gewicht bis zu 6 Tonnen gefunden.
Sandrosen sind bei entsprechender Lagerung haltbar und auch beliebte Sammelobjekte. Die im Sandrosen-Museum im Untertor in Büdingen ausgestellten Exponate stammen überwiegend aus der Wetterau.

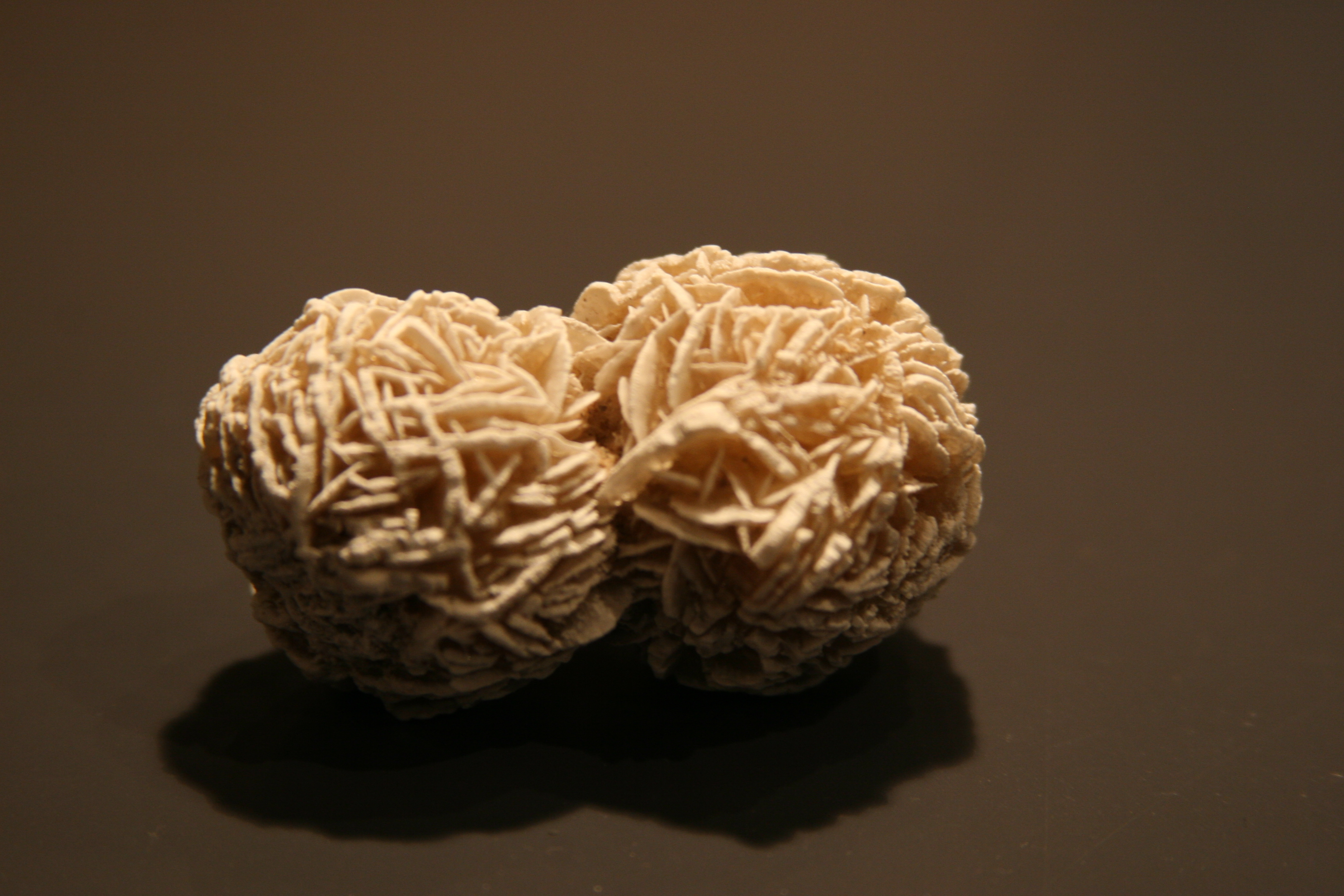
Kugelförmige Sandrose aus Mexiko
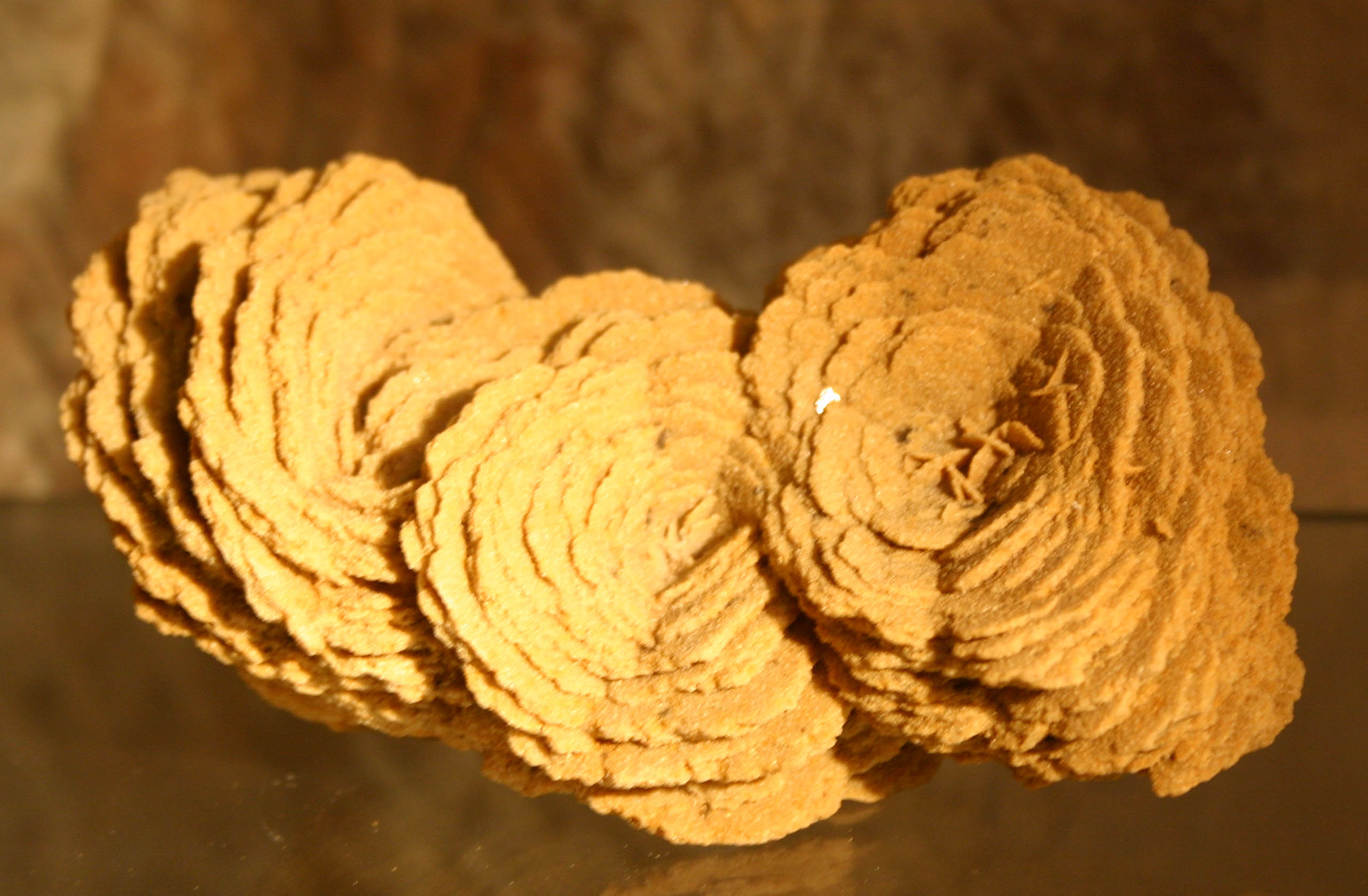
Rosettenförmige Barytrose aus Deutschland (Wetterau)
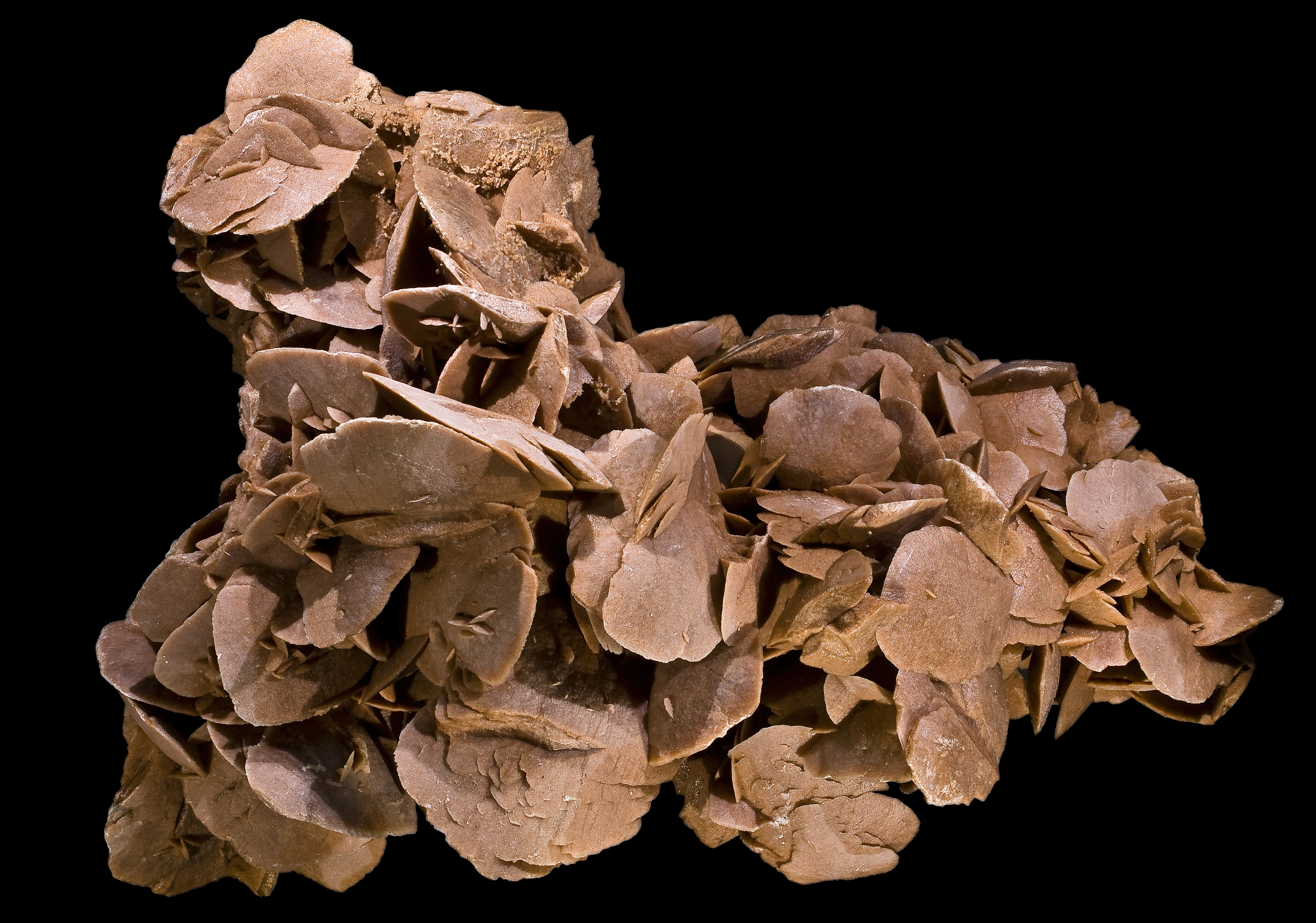
Sandrose ohne bevorzugte Wachstumsrichtung aus der Sahara
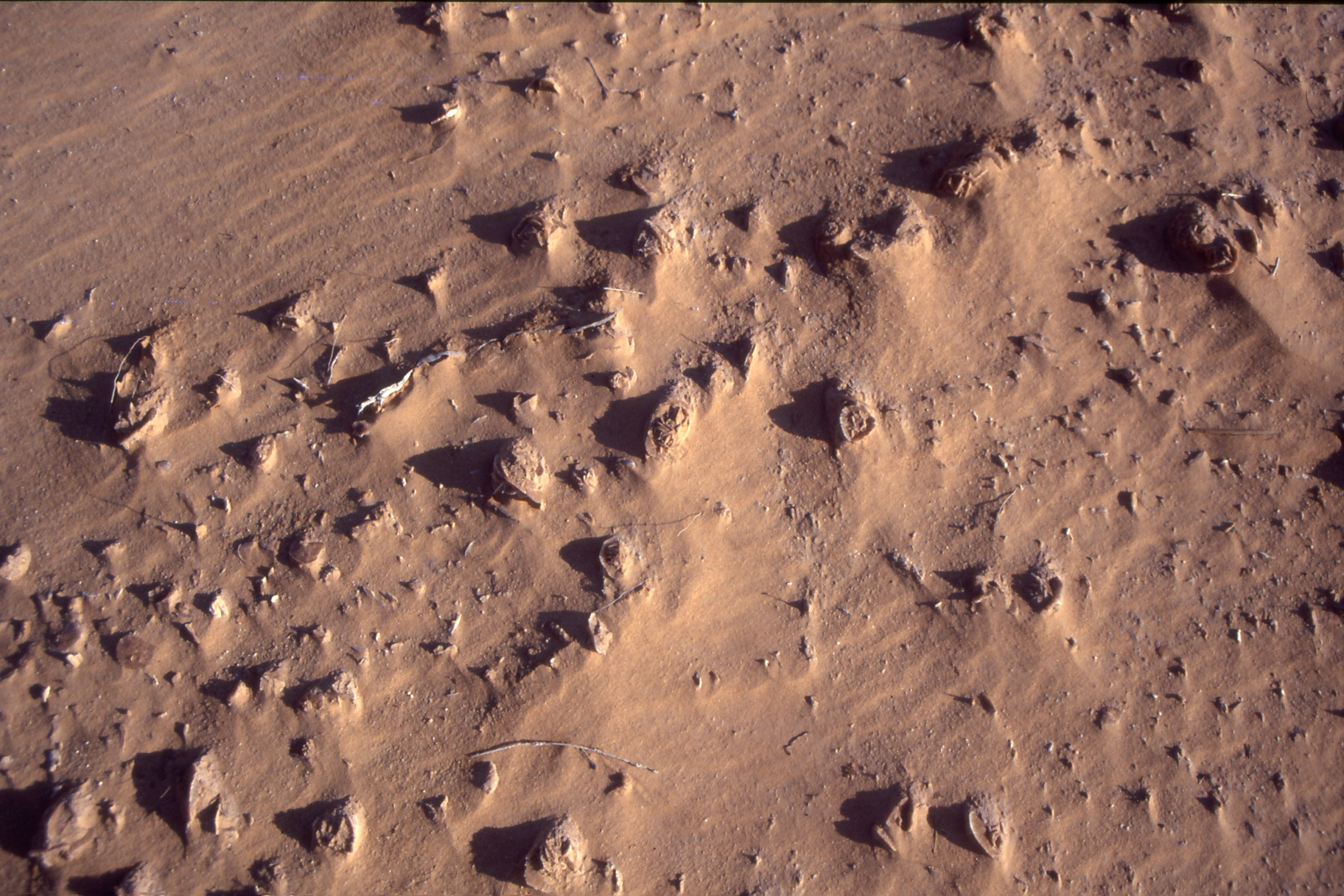
Sandrosen in der algerischen Sahara
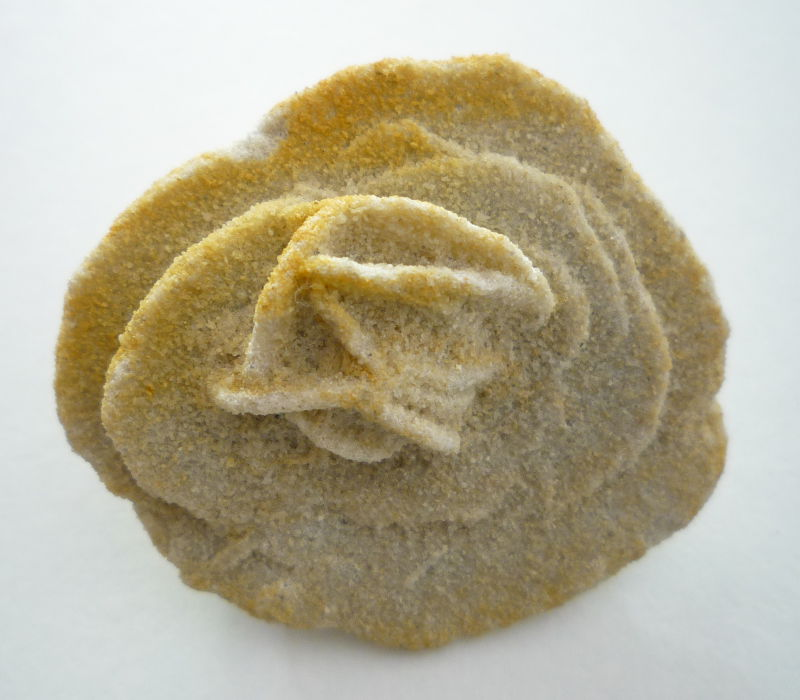
Barytrose aus der Sandgrube Rockenberg bei Butzbach/Hessen